# A64-es autópálya (Németország)
Az A64-es autópálya (németül: Bundesautobahn 64) egy autópálya Németországban. Hossza 23 km.